# Recoubeau-Jansac
Recoubeau-Jansac település Franciaországban, Drôme megyében. Lakosainak száma 327 fő (2022. január 1.). Recoubeau-Jansac Aucelon, Barnave, Luc-en-Diois, Menglon és Montlaur-en-Diois községekkel határos.

## Népesség
A település népessége az elmúlt években az alábbi módon változott:
| Lakosok száma | 184  | 208  | 197  | 228  | 267  | 270  | 269  | 260  | 288  | 327  |
|               | 1968 | 1982 | 1990 | 2006 | 2013 | 2015 | 2017 | 2019 | 2020 | 2022 |